# Joseph Szabo
József Szabó (11 Maio 1896 - 17 Março 1973), também conhecido por Joseph Szabo ou José Szabo, foi um antigo jogador e treinador de futebol Hungaro. Como jogador representou o Ferencvaros e a Hungria. Como treinador teve uma notável passagem pelo futebol português tendo conquistado diversos troféus inicialmente ao serviço do FC Porto e mais tarde do Sporting Clube de Portugal sendo até hoje o treinador que mais tempo orientou a equipa lisboeta.

## Carreira como Jogador
Com 20 anos passou a jogar na equipa do Ferencváros. Era então um médio centro de grande qualidade e chegou rapidamente à Selecção do seu País, onde contabilizou 12 internacionalizações.
Em 1926, outro clube húngaro, o Szombathely, pediu ao Ferencváros que lhes emprestasse Szabó temporariamente para reforçar a sua equipa durante uma digressão a Portugal, e foi nessa altura que os dirigentes do Nacional, impressionados com a qualidade do médio húngaro, o convidaram a ficar na Madeira. 
Na Madeira, onde também jogou no Marítimo, ficou até 1930, altura em que foi contratado pelo FC Porto como treinador-jogador, levando consigo Pinga, que se tornaria num dos melhores jogadores portugueses da época e numa figura histórica dos portistas.

## Como treinador

### FC Porto
Ao serviço do FC Porto ganhou vários campeonatos regionais, um Campeonato de Portugal e o primeiro Campeonato Nacional, disputado na temporada de 1934/35, impressionando pela sua dedicação total ao trabalho e evidenciando os primeiros sinais de uma obcecação pela disciplina, que foi crescendo ao longo dos anos e que contribuiu para que se tornasse num treinador muito respeitado, mas também às vezes contestado.
Em Setembro de 1935 Szabó foi estagiar a Inglaterra no Arsenal de Londres, de onde trouxe uma metodologia de treino ainda mais exigente.

### Sporting de Braga
Rumou então ao Sp. Braga onde, segundo reza a lenda, foi ele que convenceu os bracarenses a adoptar equipamento igual ao do Arsenal, em substituição do verde e branco bipartido até aí utilizado.
Um ano depois já se preparava uma Assembleia Geral para autorizar o regresso de Szabó ao Porto, onde tinha deixado saudades, quando Joaquim Oliveira Duarte se antecipou e ofereceu-lhe um contrato excepcional, que foi anunciado no dia 27 de Fevereiro de 1937, com a novidade de prever prémios de jogo. E assim o levou para o Sporting.

### Sporting Clube de Portugal
Iniciava-se assim o mais longo e vitorioso consulado de um treinador no Sporting: em 8 anos Joseph Szabó ganhou seis Campeonatos de Lisboa, três Campeonatos Nacionais, um Campeonato de Portugal, uma Taça de Portugal e a Taça Império.
Nessa altura Szabó construiu a grande equipa que antecedeu aquela que ficou conhecida como a dos Cinco Violinos, lançando as primeiras sementes e contribuindo para a ascensão de grandes jogadores, com destaque especial para Peyroteo que lapidou, tornando-o no melhor jogador português, e Jesus Correia, que descobriu em Paço de Arcos.
No Sporting, Joseph Szabó treinava todas as equipas, desde os principiantes até à primeira categoria. Ministrava a preparação física, orientava os treinos de conjunto, dava longas lições de táctica utilizando os seus famosos "mónecos" e até era massagista, passando assim o dia inteiro nas instalações do Clube onde, apesar do seu feitio autoritário, era muito querido e respeitado por todos.
Deixou o Sporting no dia 1 de Abril de 1945 depois da equipa ter terminado o campeonato em 2º lugar. Foi substituído por Joaquim Ferreira, que levou o Sporting à conquista da Taça de Portugal que encerrava a época.
Szabó então faz o percurso inverso ao que o tinha trazido ao Sporting, regressando ao FC Porto com passagem por Braga, mas já sem o sucesso dos anos anteriores.

## A Continuação da Carreira e declínio
Começa a partir daí a fase descendente da sua carreira, com passagens por vários clubes portugueses, interrompida por um regresso ao Sporting na temporada de 1953/54, agora como treinador de campo ao lado de Tavares da Silva, ganhando mais uma Taça de Portugal e o Campeonato Nacional que fechou o primeiro tetra-campeonato da história do futebol português.
Na época de 1964/65, voltaria a ser chamado pelo Sporting para desempenhar as funções de treinador de campo, trabalhando com Anselmo Fernandez e Armando Ferreira.
A carreira de Szabó terminaria em 1966 como Seleccionador de Angola.
Terminou os seus dias, como era seu desejo, no Lar do Sporting onde faleceu com 76 anos, a 17 de Março de 1973.

## Trofeus como Treinador
FC Porto
- Campeonato Português de Futebol (1): 1934–35
- Taça de Portugal (1): 1931–32
- Campeonato do Porto(6): 1930–31, 1931–32, 1932–33, 1933–34, 1934–35, 1935–36

Sporting CP
- Campeonato Português de Futebol (4): 1937–38, 1940–41, 1943–44, 1953–54
- Taça de Portugal (3): 1940–41, 1944–45, 1953–54
- Campeonato de Lisboa(6): 1937–38, 1938–39, 1940–41, 1941–42, 1942–43, 1944–45
- Taça Império (1): 1943–44